# Sciara lackschewitzi
Sciara lackschewitzi är en tvåvingeart som först beskrevs av Franz Lengersdorf 1934.  Sciara lackschewitzi ingår i släktet Sciara och familjen sorgmyggor. Inga underarter finns listade i Catalogue of Life.